# Chalcolema mausonika
Chalcolema mausonika es un coleóptero de la familia Chrysomelidae.
Fue descrita científicamente en 1992 por Eroshkina.